# Metropolitní kapitula u svatého Václava v Olomouci
Metropolitní kapitula u svatého Václava v Olomouci je jednou z nejstarších kapitul na Moravě. Olomoucká kapitula nejprve existovala u původního biskupského kostela sv. Petra již od obnovení biskupství roku 1063. Roku 1141 přenesl olomoucký biskup Jindřich Zdík sídlo biskupa k nově postavenému kostelu sv. Václava a založil u něho novou biskupskou kapitulu. Od roku 1777 je kapitulou metropolitní.

## Počátky biskupské kapituly v Olomouci
Kapitula v Olomouci byla založena patrně ihned při obnově biskupství roku 1063 u biskupského kostela sv. Petra na Předhradí. Skládala se ze čtyř kanovníků v čele s děkanem. Kromě několika jmen se toho o ní mnoho neví.

## Vznik kapituly u sv. Václava roku 1141

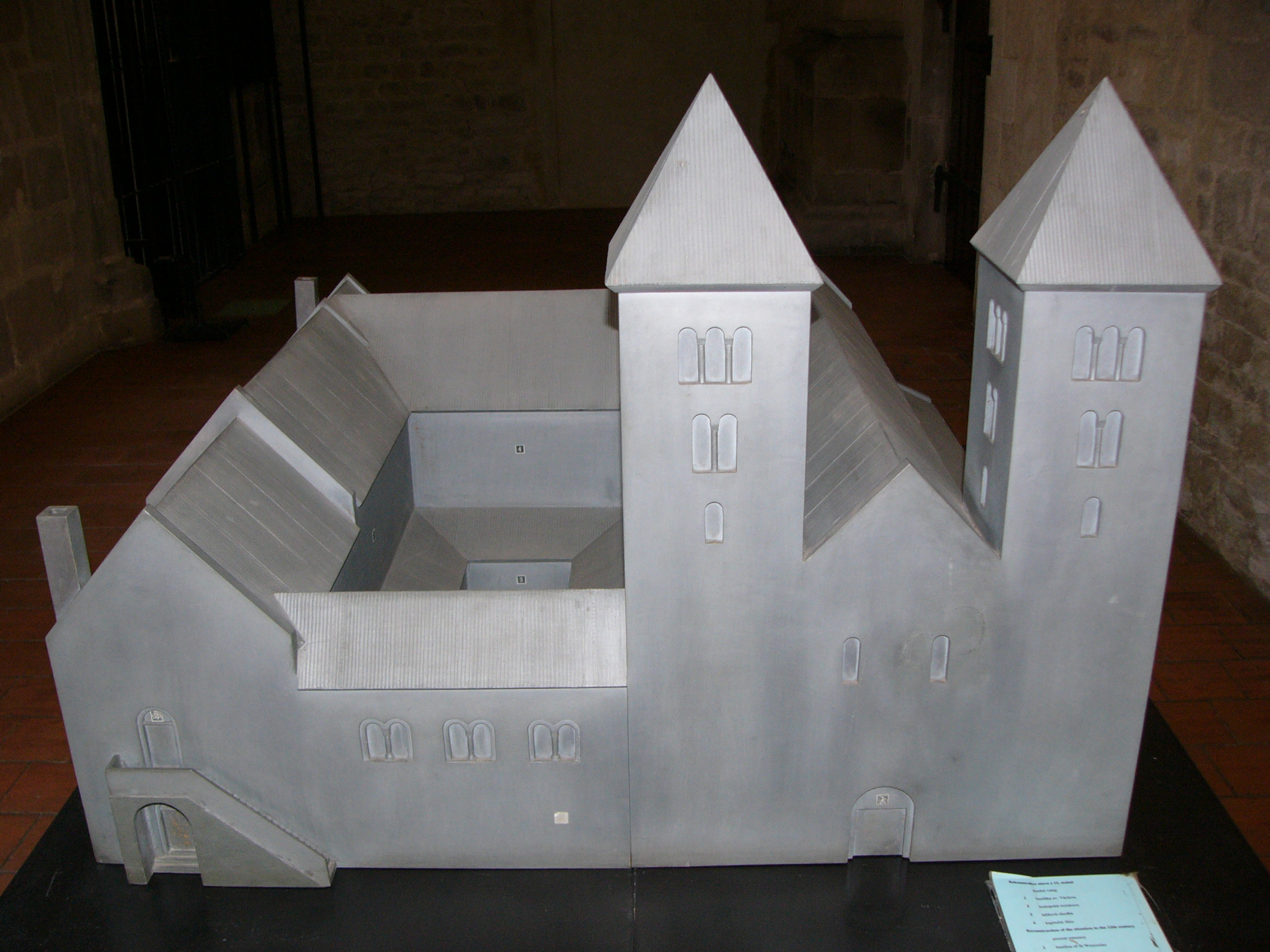
Model Zdíkova paláce v expozici Arcidiecézního muzea

Vlastním zakladatelem kapituly byl olomoucký biskup Jindřich Zdík, který 30. června 1131 slavnostně posvětil ještě nedostavěnou olomouckou katedrálu u sv. Václava. Po její dostavbě k ní přenesl své biskupské sídlo  a zřídil u ní kapitulu (CDB I 116). Jindřich Zdík při této příležitosti daroval velkou liturgickou chórovou knihu, známou jako Horologium olomoucké. Kapitula byla koncipována jako regulovaná, kanovníci se tedy řídili řeholí sv. Augustina a žili společným životem. Pro jeho potřeby byl určen palác vybudovaný vedle katedrály pro biskupa a kapitulu. Novou kapitulu tvořilo 12 kanovníků, z nichž 6 sídlilo při katedrále a 6 v centrech hradských obvodů na Moravě (Olomouc, Brno, Znojmo, Břeclav, Spytihněv a Přerov) a měli titul arcijáhnů. Díky tomuto začlenění arcijáhnů do kapituly získal biskup kontrolu nad správou a majetkem hradských kostelů.

## Právo svobodné volby olomouckého biskupa (1207–1916)
Roku 1207 přiznal olomoucké kapitule český král Přemysl Otakar I. právo svobodně volit olomouckého biskupa, bylo také potvrzeno papežem. Tohoto práva kapitula užívala až do roku 1916, kdy začal být olomoucký arcibiskup jmenován papežem. Pro právní platnost volby jí musel být přítomen královský komisař, který výsledek volby zejména v raném novověku výrazně ovlivňoval. Po volbě kanovníci sepsali protokol, zaslali jej papeži se žádostí o potvrzení. Papež zavedl tzv. informační proces, po němž osobu zvolence schválil. Volby olomouckých biskupů se konaly buď v kapli sv. Janů v paláci vedle katedrály, později v kapli sv. Anny nebo v zimě v dómské sakristii. Volební právo měli rezidenční kanovníci, z nerezidenčních pouze ti, kteří byli vysvěceni na kněze. Kanovníci od roku 1574 sepisovali ještě před volbou volební kapitulace, kterými byli všichni vázáni (tedy i nově zvolený biskup).

## Kapitulní privilegia
Během stavovského povstání roku 1619 bylo protestantskými stavy uvězněno 8 kanovníků po 6 měsíců, protože odmítli stavům vydat klíče od katedrály. Po porážce povstání jim císař Ferdinand II. 18. srpna 1623 udělil název „věrná kapitula“ a polepšil kapitulní znak. Papež Urban VIII. 6. března 1628 udělil na žádost biskupa Františka kardinála Dietrichsteina kanovníkům výsadu, že smí nosit cappu fialové barvy, v zimě potaženou hermelínem. Roku 1631 týž papež Urban VIII. udělil kapitule titul „nejdůstojnější kapitula“ (Ehrwürdig, reverendissimum). Kapitula se sama označovala jako „Věrná dómská kapitula knížecího biskupství olomouckého“, od roku 1777 je kapitulou metropolitní.

## Kapitulní dignity
Související články:
- Seznam děkanů Metropolitní kapituly u svatého Václava v Olomouci
- Seznam proboštů Metropolitní kapituly u svatého Václava v Olomouci
- Seznam arcijáhnů Metropolitní kapituly u svatého Václava v Olomouci
- Seznam scholastiků Metropolitní kapituly u svatého Václava v Olomouci
- Seznam rektorů kostela sv. Anny v Olomouci

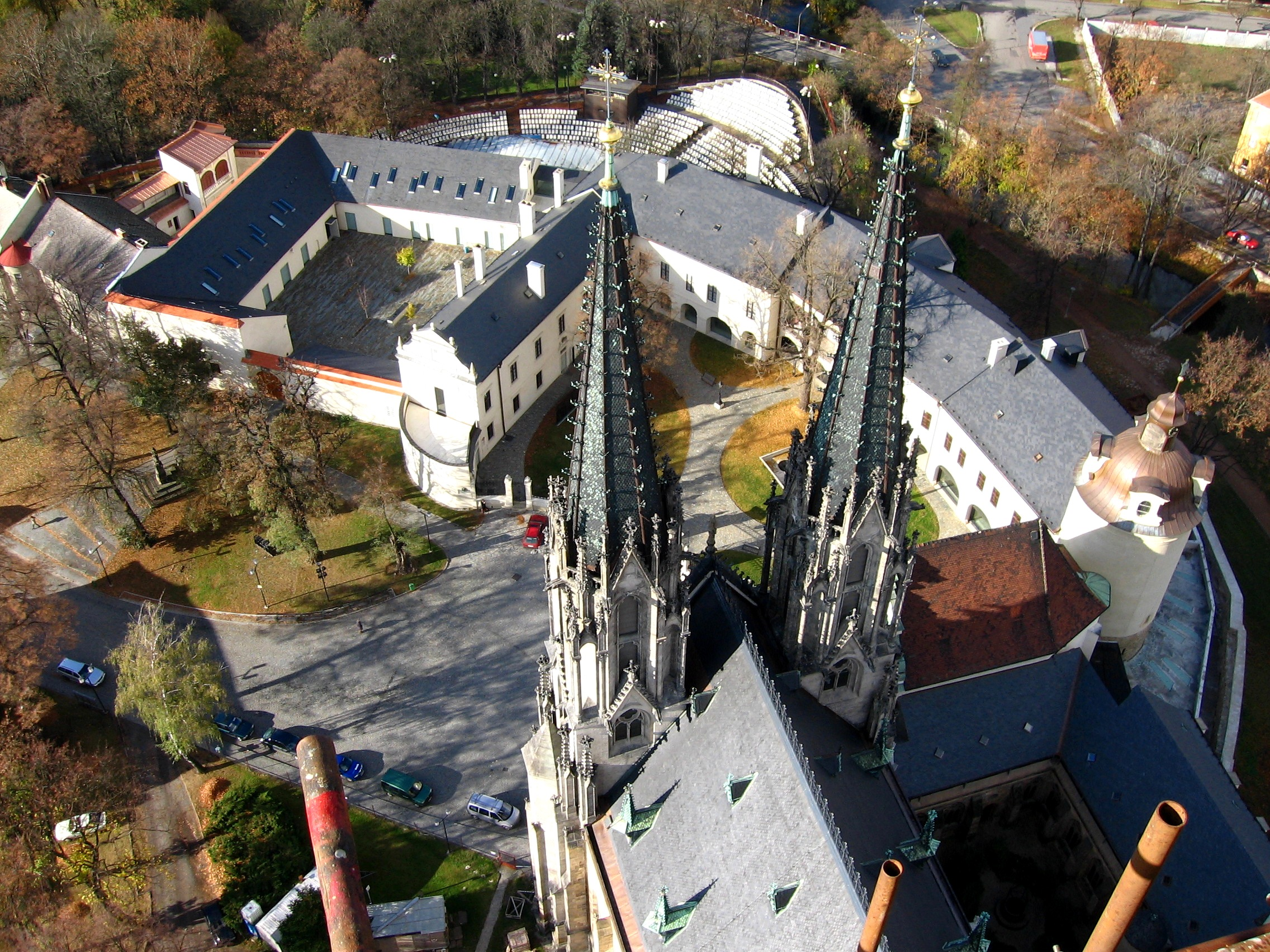
Pohled z nejvyšší věže katedrály sv. Václava na areál kapitulního děkanství, bývalého olomouckého hradu.

V čele kapituly stojí kapitulní děkan, od roku 1205 je další dignitou kapitulní probošt, jenž býval i kancléřem Moravského markrabství. Třetí dignitou je olomoucký arcijáhen, od roku 1274 je čtvrtou dignitou kanovník scholastik. Tyto čtyři hodnosti byly roku 1724 povýšeny papežem na prelatury s právem pontifikálii. Od roku 1888 byl prelátem i kustos katedrály. Od roku 1752 směl nosit mitru i rektor kostela sv. Anny.

## Současní kanovníci
- Mons. Mgr. Antonín Basler, děkan kapituly
- P. Mgr. Ladislav Švirák, probošt kapituly
- Mons. Josef Hrdlička
- Mons. Bohumír Vitásek, penitenciář
- Mons. Mgr. František Hanáček, prelát
- Mons. Ing. Vojtěch Kološ - kustod
- P. Antonín Štefek
- P. Mgr. Petr Bulvas
- P. ThLic. Pavel Stuška, Ph.D.

### Kanovníci emeritní
- Mons. Mgr. Vojtěch Šíma
- Mons. Josef Šich

### Kanovníci čestní
- Mons. Gerhard Pieschl, pomocný biskup diecéze Limburg

## Zemřelí kanovníci
- Ješek ze Šternberka na Lukově († 1412 nebo 1414)
- František Serafínský z Ditrichštejna (22. srpna 1570 – 19. září 1636, kanovníkem od roku 1591 do roku 1599, kdy se stal biskupem[zdroj?])
- Jakob Chimarrhäus z Roermundu (kanovníkem kolem roku 1580)
- ThDr. Jan Arnošt Platejs z Platenštejna (kanovníkem v letech 1612–1637)
- Heřman Hannibal hrabě z Blümegenu (1. července 1716 – 17. října 1774, kanovník)
- ThDr. Antonín Theodor z Colloredo-Waldsee (17. července 1729 – 12. září 1811, sídelním kanovníkem od roku 1764)
- ThDr. PhDr. h. c. Alois Josef Schrenk z Nötzingu (24. března 1802 – 5. března 1849)
- Zikmund Halka-Ledóchowski
- Karel Menshengen
- Josef Schinzel
- Rudolf z Colloredo-Mels
- Alois Demel
- Ignác Janák
- Jan Staněk
- František Spurný
- František Světlík
- Josef Kachník
- Jan Pospíšil (nesídelní od 1900, sídelní od 1901, prelátem a scholastikem od 1914 )
- Jan Krist (24. dubna 1920 – 15. srpna 2015)
- Mons. ThDr. Leopold Dýmal (13. listopadu 1914 – 24. května 1995, čestný kanovník)
- Mons. Milán Kouba (14. září 1939 – 17. září 2015)
- Mons. Erich Pepřík (25. listopadu 1922 - 9. dubna 2017)
- Mons. prof. Ladislav Tichý (27. března 1948 - 1. března 2022)

… a řada dalších

## Současnost olomoucké kapituly
V současnosti (2024) má kapitula 9 činných kanovníků, dva emeritní a jednoho čestného. Děkanem kapituly je pomocný biskup Mons. Antonín Basler, proboštem R. D. Ladislav Švirák, dalšími členy pak  někteří biskupští vikáři a delegáti, nebo vyučující na Cyrilometodějské teologické fakultě Univerzity Palackého. Dnešní kapitula mimo jiné vede Katedrální středisko církevní hudby, které roku 1996 založil emeritní pomocný biskup Josef Hrdlička. Výrazně se zasadila o rekonstrukci olomoucké katedrály.